# سازمان یاریکرد
سازمان یاریکُرد (به کردی: ڕێکخراوی یاریکورد) یک سازمان سیاسی است که توسط تعدادی از فعالان سیاسی جامعهٔ یارسان تأسیس شده و حقوق و مسائل سیاسی این جامعه را پیگیری می‌کند. سازمان یاریکرد مخالف نظام جمهوری اسلامی ایران است، به جدایی دین از سیاست معتقد است و خود را یک سازمان دینی نمی‌داند. سازمان یاریکرد برای یارسانی‌های کردستان تشکیل شده، اما تمامی کردها می‌توانند در آن عضویت پیدا کنند.

## تاریخچه
با وقوع انقلاب بهمن ۱۳۵۷ و بروز درگیری در کردستان ایران و نیز میان حکومت‌های ایران و عراق، جمعیتی از کردهای منطقهٔ جنوب کردستان ایران از پیروان یارسان از شهر و روستاهای خود رانده شده و در اواخر دههٔ ۸۰ میلادی به کردستان عراق پناه بردند. این گروه از کردهای یارسان که در عراق در کمپ‌های پناهجویان ساکن شده‌بودند، حرکتی سیاسی را آغاز کردند که پس از مدتی با نام جنبش مقاومت جامعهٔ اهل حق اعلام موجودیت کرد. پس از مدتی این جنبش به سبب شرایط بحرانی کردستان عراق در آن دوره و وقوع جنگ منحل شد و اعضای آن به کشورهای اروپایی پناهنده شدند.
با ورود نیروهای سیاسی یارسان به اروپا، مسائل جدیدی برای مردم یارسان به وجود آمد. افزون بر این فضای بازتر کشورهای اروپایی امکان فعالیت سیاسی و فرهنگی را در اختیار فعالان سیاسی یارسان قرار می‌داد. در چنین شرایطی دو جریان عمده در میان یارسانی‌های پناهنده در اروپا شکل گرفت: در سال ۲۰۰۷ جنبش دموکراتیک یارسان و در سال ۲۰۱۰ سازمان یاریکورد اعلام موجودیت کردند.
در سال ۲۰۱۲ فعالان این دو سازمان تصمیم به برگزاری نشست مشترکی تحت عنوان کنگرهٔ اتحاد یارسان گرفتند. در این کنگره که در شوپینگ در کشور سوئد برگزار شد، دو سازمان در هم ادغام شده و نام سازمان دموکراتیک یارسان را برای خود انتخاب کردند. با این وجود این اتحاد دوام نیاورد و سازمان یاریکُرد پس از مدتی مجدداً از این سازمان جدا شده و به صورت جداگانه به فعالیت خود ادامه داد.
سازمان یاریکرد در ژانویۀ ۲۰۱۹ (دی ۱۳۹۷) در ائتلاف با چند سازمان دیگر در تأسیس جریانی تحت عنوان همپیمانی استقلال‌طلبان کردستان مشارکت کرد.
 با این وجود در ۱۸ نوامبر ۲۰۲۲ با انتشار بیانیه‌ای مشترک همراه با اتحادیه انقلابیون کردستان اعلام کردند که رهبری هم‌پیمانی جمال پورکریم به دنبال تأمین مالی این جریان از طریق برقراری رابطه با کشورهای خارجی مانند اسرائیل و عربستان است و از آنجا که یاریکُرد و اتحادیۀ انقلابیون استقلال فکری و کرداری را اولویت خود می‌دانند بنابراین از این ائتلاف خارج می‌شوند. سازمان یاریکُرد و اتحادیۀ انقلابیون کردستان در این بیانیه ضمن اعلام همراهی و همگامی با انقلاب مردم اعلام کرده‌اند که در این مدت به هیچ عنوان نه از هیچ منبعی کمک مالی دریافت کرده‌اند و نه با هیچ دولتی برای دریافت کمک‌های مالی به همراه جمال پورکریم جلسه و مذاکره‌ای داشته‌اند.

## رهبری سازمان
رهبری سازمان یاریکرد را سید فرهاد حیدری بر عهده داشت.
کنگرهٔ دوم یاریکرد در سال ۲۰۱۵ در کشور نروژ برگزار شد و طی آن گلزار نیکبخت با اکثریت آرای شرکت‌کنندگان در کنگره به عنوان سخنگوی سازمان یاریکرد انتخاب شد.

## وحدت با اتحادیهٔ انقلابیون کردستان
سازمان یاریکرد با اتحادیه انقلابیون کردستان متحد شده و بیانیه‌های مشترکی را با این تشکیلات منتشر کرده‌است.